# Zvečan
Zvečan (Servisch: Звечан; Albanees: Zveçan, bepaalde vorm Zveçani) is een gemeente in het Kosovaarse district Mitrovica. Zvečan telt 17.000 inwoners (2008). De oppervlakte bedraagt 104 km², de bevolkingsdichtheid is 163 inwoners per km².

## Bezienswaardigheden
Zvečan is vooral bekend vanwege het kasteel van Zvečan, dat op de top van een heuvel staat. In de gemeente bevindt zich tevens nog een grote loodsmelterij van mijnbouwgigant Trepča, maar deze is niet toegankelijk. 
Het Isa Boletini-complex te Boletin, op het grondgebied van Zvečan, is het strategisch gelegen huis van politicus en vrijheidsstrijder Isa Boletini. Er vonden diverse ontmoetingen plaats in de aanloop naar het uitroepen van de Albanese onafhankelijkheid in 1912.
Deçan · Dragash · Gjakovë · Ferizaj · Fushë Kosovë · Gllogovc · Gjilan · Gračanica (Graçanicë) · Hani i Elezit · Istog · Junik · Kaçanik · Kamenicë · Klinë · Klokot (Kllokot) · Leposavić (Albanik) · Lipjan · Malishevë · Mamuşa (Mamushë) · Mitrovicë · Novobërdë · Obiliq · Parteš (Partesh) · Pejë · Podujevë · Pristina (Prishtinë, Priština) · Prizren · Rahovec · Ranilug (Ranillug) · Skënderaj · Štrpce (Shtërpcë) · Shtime · Suharekë · Viti · Vushtrri · Zubin Potok (Zubin Potok) · Zvečan (Zveçan)